# بخش ماهوبا
بخش ماهوبا (به انگلیسی: Mahoba district) یک منطقهٔ مسکونی در هند است که در Chitrakoot division واقع شده‌است. بخش ماهوبا ۲٬۸۸۴ کیلومتر مربع مساحت و ۸۷۵٬۹۵۸ نفر جمعیت دارد.